# Torralba
Pour les articles homonymes, voir Torralba (homonymie).
Torralba (Turràlva en sarde) est une commune italienne de la province de Sassari, en Sardaigne.

## Géographie
Torralba est située dans la région historique du Meilogu.

## Administration
| Période                                  | Période | Identité | Étiquette | Qualité |
| ---------------------------------------- | ------- | -------- | --------- | ------- |
|                                          |         |          |           |         |
| Les données manquantes sont à compléter. |         |          |           |         |

### Communes limitrophes
Bonnanaro, Bonorva, Borutta, Cheremule, Giave, Mores

## Lieux et monuments
- Nuraghe Santu Antine.